# 케빈 맥헤일 (배우)
케빈 맥헤일(Kevin McHale, 1988년 6월 14일 ~ )는 미국의 배우이다.

### 영화
- 《보이 콰이어》 (2014년)
- 《라스트 프라이데이 나이트》 (2011년)

### 드라마
- 《글리 시즌6》 (2015년)
- 《글리 시즌5》 (2013년)
- 《글리 시즌4》 (2012년)
- 《글리 시즌3》 (2011년)
- 《글리 시즌2》 (2010년)
- 《글리 시즌1》 (2009년) - 아티 에이브람스 역
- 《트루 블러드 시즌1》 (2008년)